# Université d'État de Washington
Ne doit pas être confondu avec Université de Washington, Université George-Washington, Université Washington de Saint-Louis ou Université du district de Columbia.
L'université d'État de Washington (en anglais : Washington State University ou WSU, également surnommée « wazzu ») est une université de recherche publique basée à Pullman, Washington, dans la région de Palouse. Elle dispose également de campus à Spokane, Richland et Vancouver ainsi que d'autres installations de recherche autour de l'État.

## Historique
L'université est fondée en 1890.

## Personnalités liées à l'université

### Étudiants
- Dana Simpson (1977-), dessinatrice de bande dessinée

## Galerie

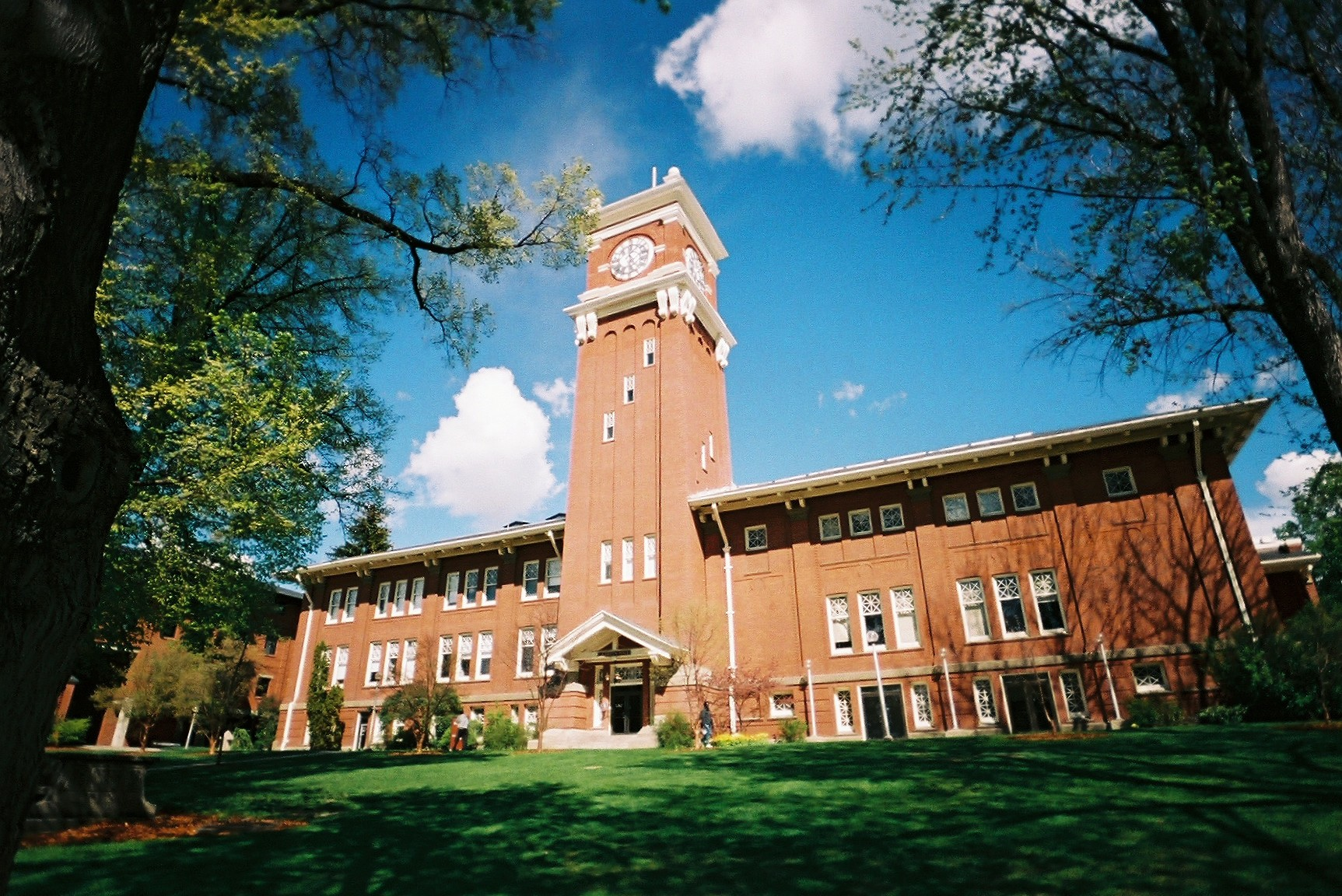
Byran Hall.
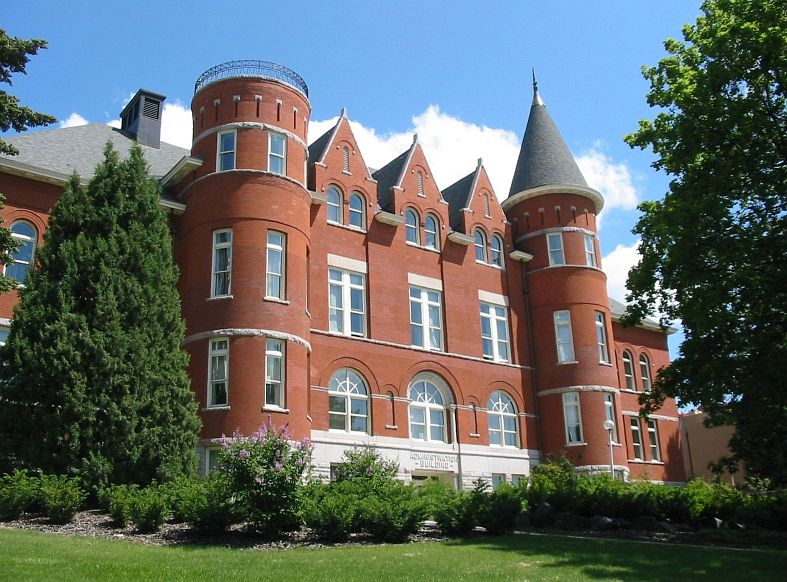
Thompson Hall.
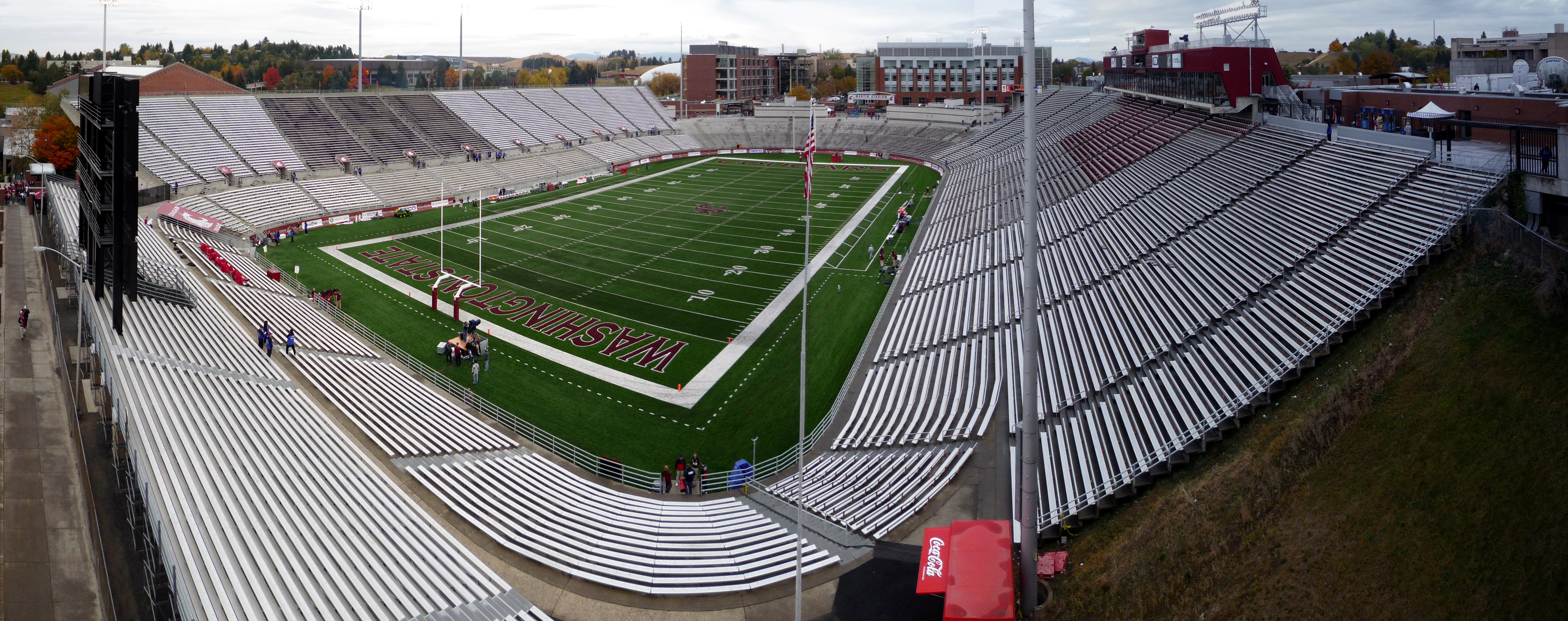
Martin Stadium.